# 希帕蒂娅
希帕蒂娅（生於約350年－370年之間，死於415年3月），罗马帝国晚期新柏拉圖主義學者，是當時名重一時、廣受歡迎的女性哲學家、數學家、天文學家、占星學家以及教師，她居住在希臘化時代古埃及的亞歷山大港，對該城的知識社群做出了極大貢獻。根據後世研究顯示，她曾對丟番圖的《算術》（Arithmetica）、阿波羅尼奧斯的《圓錐曲線論》（Conics）以及托勒密的作品做過評註，但均未留存。從她的學生辛奈西斯寫給她的信中，可以看出她的知識背景：她屬柏拉圖學派──雖然我們只能假設她曾採納普羅提諾的學說（普羅提納斯為公元三世紀時的柏拉圖門人，也是新柏拉圖學派的創始者）。另外有少許證據顯示，希帕蒂娅在科學上最知名的貢獻，為發明了比重計。她最後被暴徒迫害殺死。2009年其生平被改编成西班牙电影《風暴佳人》搬上银幕。

## 生平與事業
希帕蒂娅為数学家席昂之女。席昂身為亞歷山大圖書館最後一位研究員，既是希帕蒂娅的父親，也是她的導師。希帕蒂娅並未在亞歷山大博物館中執教，而是在自己的家中講學。約在公元400年時，希帕蒂娅成為亞歷山大城中柏拉圖學派的領導者，講授數學與哲學，學生中亦有許多知名的基督徒。希帕蒂娅沒有肖像傳世，但在十九世紀作家與藝術家的想像中，她具有女神雅典娜般的美貌。
391年，亞歷山大城的主教狄奥菲鲁斯摧毀了城內的一些異教信仰中心，其中可能包括亞歷山大博物館，並確定包括了塞拉皮雍神廟（這座廟宇敬拜埃及夜神塞拉皮斯，也是亞歷山大圖書館的子圖書館）。同年，罗马帝国皇帝狄奥多西一世頒布禁令，禁止各種類型的異教崇拜，此後，整個羅馬帝國的基督徒都投入了打擊異教的行列，開始摧毀各種已基督教化的異教會所──儘管在禁令頒布之前，這種現象就已經蔚為風潮。
希帕蒂娅就身處於當時的「異教徒」與基督徒的衝突之間。當基督徒要求徹底夷平異教信仰，以鞏固基督教與羅馬皇帝的地位時，兩方可說已無達成共識的可能。雖身為異教徒，希帕蒂娅仍受到許多基督徒的崇敬，後世的一些基督教作者甚至將她的地位提升為美德的象徵，常被描寫成至死仍保處女之身。《蘇達辭書》便是資料來源之一，《蘇達辭書》中描寫她將女性衛生用品擲向一個求愛者，藉此拒絕他的追求。但各種她身後出現的描述常互相矛盾，因此不完全可靠。
而她的同代人──基督教史學家索克拉蒂斯在他的所著的《教會史》（Ecclesiastical History）當中，對希帕蒂娅做出如下描繪：
|  | 亞歷山大城中有個名為希帕蒂娅的女人，是哲學家席昂的女兒，她不但在文學與科學領域造詣甚深，也遠遠超越與她同代的哲學家們。她承繼了柏拉圖與普羅提納斯的學派，向聽講者闡述他們的哲學理念，許多人不遠千里而來，只求能獲得她的點撥，基於良好的教養，她有一種沉著從容、平易近人的氣質，她經常出現在公共場合、出現在當地的行政長官面前，從不因參與男人的集會而羞窘難為情。而對於男人而言，由於她超凡的尊嚴與美德，他們只有更敬愛她。 |

她的學生辛奈西斯後來成為托珞麥斯地方的主教（Bishop of Ptolomais），辛奈西斯對老師同樣既敬且愛，而從他寫給希帕蒂娅的信件中，也揭示了公元五世紀早期亞歷山大城內知識分子之間的矛盾。在某一封信中，他抱怨某些在其他領域失敗後便轉向研究哲學的人：
|  | 他們的哲學都是由非常簡單的公式組成，當他們要否定或主張什麼事情時，他們就像柏拉圖那樣說『上帝可證』，陰影會遮蔽這些人無限上綱的論點，不過，他們仍然自負得不得了。 |

在這封信中，他也告訴希帕蒂娅「同一個人」指控他私藏「未經修訂」的圖書，這暗示當時的書籍往往為了服務基督教的教條，而被重新編寫──希帕蒂娅身世之神祕恐怕與此不無關係，正是因為如此，後世才難以找到關於她生平較為可靠、精確的線索。

## 去世
希帕蒂婭之死震驚了整個羅馬帝國；幾個世紀以來，在帝國城市中時常發生的公共暴力事件中，哲學家被視為實際上不可觸碰的對象，而一位女哲學家慘遭帕拉巴拉尼（民間宗教組織）暴民殺害則被視為「極其危險且破壞社會穩定」的行為。儘管沒有確鑿的證據將亞歷山大主教西里爾與希帕提婭之死聯繫起來，但人們普遍認為是他下令謀殺她的。即使西里爾沒有直接下令謀殺，他對希帕提婭的抹黑運動也促使了謀殺的發生。亞歷山大議會對西里爾的行為感到震驚，並派遣使者前往首都君士坦丁堡通知朝廷。東羅馬帝國皇帝狄奧多西二世的顧問們展開了調查，以確定西里爾在謀殺案中扮演的角色。
調查導致狄奧多西二世和西羅馬帝國皇帝霍諾里烏斯於416年秋頒布敕令，試圖將帕拉巴拉尼從西里爾的權力中移除，轉而將他們置於埃及管区總督歐瑞斯提斯之下。敕令限制帕拉巴拉尼參加「任何公共場合」或進入「市政委員會或法庭的會議場所」，也嚴格限制他們的招募，將帕拉巴拉尼的總人數限制在500人以內。
所奎德在《教會史》中如此描寫她的死亡：
她是政治嫉妒的受害者，在那段日子裡這種現象很常見。由於她經常與歐瑞斯提斯晤面，在基督徒中便有謗言流傳，說就是她在阻擋歐瑞斯提斯與總主教和好。也因此，有些基督徒就受到怒火與執迷的熱血驅使，由一個名叫彼得（Peter）的禮拜朗誦士為首，埋伏在希帕蒂娅返家的路上，將她拖出馬車，帶到一所叫做西賽隆的教堂中脫個精光，以磚瓦殺死了她並將她分屍。她傷痕累累的四肢則被帶到一個叫做辛那隆（Cinaron）的地方焚燒。這事件的臭名滿天下，不只是針對西里爾而已，而直指整個亞歷山大城的基督教會。這件事發生在四旬齋齋期的三月裡，是西里爾擔任主教教職的第四年（公元415年）、霍諾里烏斯第十次、迪奧多西一世第六次擔任羅馬執政官時。
公元七世紀的尼奇烏主教約翰，對她的死有如下的敘述，他顯然是取材自所奎德，但做出不同結論，並將希帕蒂娅描寫成一個巫婆：
那段日子的亞歷山大城裡出現了一個女哲學家，一個叫做希帕蒂娅的異教徒。她所有的時間都投入魔法、天體觀測儀以及樂器上，以她惡魔的巧計哄騙許多人。該城的地方長官對她過度尊崇，因為她也以魔法將他玩弄於股掌之間，他再也不像從前那樣固定上教堂……一群虔信上帝的信仰者聚集在一起，跟隨著司法官彼得的指引──他現在是完美的信徒，全心敬信耶穌基督──開始搜尋這個以魔力誘惑官員與市民誤入歧途的異教女人，當他們發現她的下落，便上前接近，發現她高高地端坐在椅子上，為了讓她下來，他們將她拉到地上，帶到一所名叫西賽隆的大教堂中，撕去她的衣服，將她帶到大街上拖行示眾，直到她死去。他們又將她帶到一個叫做辛那隆的地方，以火焚燒她的屍體，於是所有的人圍繞著總主教（patriarch）西里爾，稱他為『提阿非羅再世』，因為他摧毀了亞歷山大城中偶像崇拜最後的餘毒。
愛德華·吉本在他的《羅馬帝國衰亡史》中，則有如下敘述（後來的《史密斯希臘羅馬傳記與神話大辭典》中，幾乎逐字照錄）：
數學家席昂之女希帕蒂娅，受其父學說啟蒙，她以淵博的評註，精準完備地闡釋阿波羅尼奧斯與丟番圖的理論；她也在雅典與亞歷山大城公開講授亞里士多德與柏拉圖的哲學。這位謙遜的處子顏如春花初綻，卻有成熟智慧，她拒絕情人的求愛，全心教導自己的門徒。最榮耀、最顯赫的大人物們，個個迫不及待地想要拜訪這位女哲人。而西里爾以嫉妒之眼，盯視她講學處門前雲集的冠蓋車馬、隨從奴隸。於是在基督徒間謠言悄悄散開，他們說席昂之女是羅馬官方與大主教之間握手言和的唯一絆腳石。這塊絆腳石很快就被移開了，在一個致命的日子裡，在四旬齋的神聖齋期裡，希帕蒂娅被從她的兩輪車中扯出，衣物給撕得稀爛，一路拖到教堂，並遭禮拜朗誦士彼得（Peter the reader）、一群蠻人與殘忍的狂熱分子們，以徒手毫無人性地屠戮致死，尖銳的蚌殼將她的肉從骨上刮下，還在顫抖的斷肢則被投入火中。正義的調查與懲罰最後因適時奉上的禮物而作罷，但希帕蒂娅的謀殺案，已在亞歷山大的西里爾的人格與信仰上，印下無法拭除的污點。
《天主教百科全書》則稱：
422年發生的幾場暴亂裡，其中一場讓行政長官卡利斯圖斯（Callistus）喪了命，而另一場則是對女哲學家希帕蒂娅的謀殺。希帕蒂娅是位備受尊崇的教師，屬新柏拉圖學派，年高（據說也）德邵。她是歐瑞斯提斯的朋友，許多人認為，就是她在總主教跟總督之間作梗，阻撓兩方言和，於是，一群以讀經士（lector）彼得為首的暴民，將她拖到一間教堂裡，以陶器碎片將她的肉刮下，直至死亡。根據所奎德所言，此事對亞歷山大城的基督教教會及當時的總主教而言，都是極大的汙點。但是，讀經士並不算是神職人員（Scr.,V, xxii），而所奎德也並無暗示此事必須歸咎於西里爾本人。固然達馬斯基奧斯曾做出如此的控訴，但那都是事後諸葛的後世論證，況且，他本就憎恨基督徒。
神學家索爾丹與赫比則曾提出論證，認為希帕蒂娅可能是第一個受到基督教會勢力迫害的所謂「女巫」。許多站在批判教會立場的作者也指稱，希帕蒂娅「以鐵鉤將骨肉扯離」的死法，似乎符合君士坦丁二世對巫術明正典刑的方式。
有些作者將希帕蒂娅之死視為「不理性的宗教迫害理性的異教」之象徵，天文學家與科普作家卡爾·薩根便是其中之一，對於希帕蒂娅之死與焚燒亞歷山大大圖書館等事，在他的《宇宙》（Cosmos）一書中，有栩栩如生的描寫。再早期一點的作家如伏爾泰、愛德華·吉本也抱持類似的概念。波蘭歷史學家瑪麗亞‧澤絲卡1995年曾出版一書《亞歷山大城的希帕蒂娅》（Hypatia of Alexandria），對希帕蒂娅做了詳盡的研究，關於希帕蒂娅之死，此書的解釋是：這是基督教內兩個派系鬥爭的結果，一方是希帕蒂娅支持的、鴿派的歐瑞斯提斯，另一方則是鷹派的西里爾。史密斯（Smith）也提出過這個觀點，他說：「她被指控跟亞歷山大城提督歐瑞斯提斯走得太近，這個罪名在神職人員間傳了開來，他們於是認為她阻撓了歐瑞斯提斯跟總主教西里爾之間的友誼。」

## 出生年
希帕蒂娅的生日一般被傳述成某個較晚的日期，大概是基於她後期既成的羅曼蒂克形象──逝於青春正美的盛年。不過很多作者假設她約莫死在四十餘歲時，也就是生於370年左右。而澤絲卡最新的論證是，她更有可能出生於350年左右，在大約六十餘歲時遭害。